# Phenacoccus asteri
Phenacoccus asteri är en insektsart som beskrevs av Takahashi 1932. Phenacoccus asteri ingår i släktet Phenacoccus och familjen ullsköldlöss.
Artens utbredningsområde är Taiwan. Inga underarter finns listade i Catalogue of Life.